# Тшенсач (Ґрифицький повіт)
Тшенсач (пол. Trzęsacz, нім. Hoff an der Ostsee) — село в Польщі, у гміні Реваль Ґрифицького повіту Західнопоморського воєводства.
Населення — 109 осіб (2011).
У 1975-1998 роках село належало до Щецинського воєводства.

## Демографія
Демографічна структура станом на 31 березня 2011 року:
|          | Загалом | Допрацездатний вік | Працездатний вік | Постпрацездатний вік |
| -------- | ------- | ------------------ | ---------------- | -------------------- |
| Чоловіки | 54      | 10                 | 37               | 7                    |
| Жінки    | 55      | 11                 | 31               | 13                   |
| Разом    | 109     | 21                 | 68               | 20                   |